# Buttigliera Alta

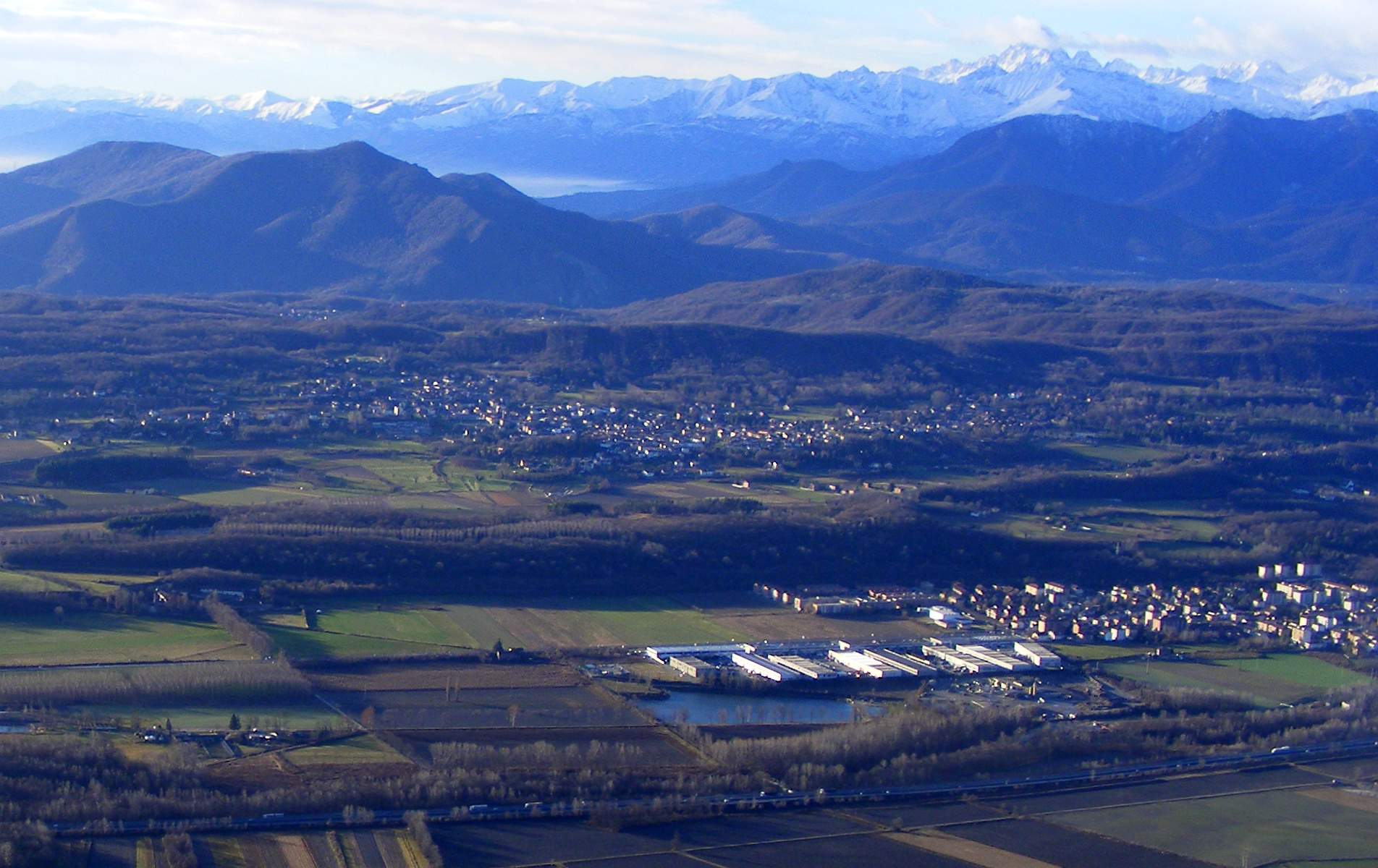
Buttigliera Alta, tỉnh Torino, Ý.

Buttigliera Alta là một đô thị và thị xã của Ý. Đô thị này thuộc tỉnh Torino trong vùng Piemonte. Buttigliera Alta có diện tích km2, dân số theo ước tính năm 2010 của Viện thống kê quốc gia Ý là người. 
Các đơn vị dân cư:
Đô thị Buttigliera Alta giáp với các đô thị: